# (12442) Beltramemass
(12442) Beltramemass (1996 DO1) – planetoida z grupy pasa głównego asteroid okrążająca Słońce w ciągu 5,27 lat w średniej odległości 3,03 j.a. Odkryta 23 lutego 1996 roku.